# Jina (gmina)
Jina – gmina w Rumunii, w okręgu Sybin. Obejmuje tylko jedną miejscowość Jina. W 2011 roku liczyła 3750 mieszkańców.